# Arevelk
Arevelk (arménien : Արեւելք, littéralement « Orient ») est un journal en langue arménienne fondé en 1884 à Constantinople (Empire ottoman) et publié jusqu'en 1915.